# Scream & Shout
"Scream & Shout" là một bài hát của rapper người Mỹ will.i.am cùng với nữ ca sĩ Britney Spears. Trước đó, "Scream & Shout" đã bị rò rỉ một bản hoàn tất trên mạng ngày 17 tháng 11 năm 2012. Ca khúc này được phát hành ở dạng đĩa đơn trích từ album #willpower của will.i.am vào ngày 27 tháng 11 năm 2012 qua việc gởi bản thu tới các đài phát thanh chính trên toàn nước Mỹ. Bài hát được sáng tác bởi chính will.i.am (William Adams), Jef Martens và Jean Baptiste trong khi được sản xuất bởi Martens (Lazy Jay). Nhìn chung, "Scream & Shout" mang thể loại nhạc future house, dance và electropop (pop điện tử) với nhịp độ nhanh. Bài hát còn mang câu nói nổi tiếng của Britney, "It's Britney, Bitch!" (tạm dịch: "Britney đây, đồ quỷ cái!") trong bài hát "Gimme More" của cô năm 2007.
"Scream & Shout" chủ yếu nhận được những đánh giá tích cực từ phía phê bình âm nhạc. Đa số họ nói rằng ca khúc là một bản nhạc "đen tối" trong câu lạc bộ; trong khi họ lại chỉ trích sự lạm dụng thiết bị chỉnh giọng Auto-Tune trong bài hát. Nhìn chung, "Scream & Shout" là một thành công toàn thế giới, đạt vị trí số một trên bảng xếp hạng âm nhạc của hơn 18 quốc gia, trong khi lại lọt vào tốp mười của hơn 20 quốc gia. Đây là bài hát quán quân tại nước Liên hiệp Anh trên bảng xếp hạng UK Singles Chart đầu tiên của Britney kể từ đĩa đơn "Everytime" năm 2004.
Một video ca nhạc cho bài hát đã được ra mắt trên The X Factor ngày 28 tháng 11 năm 2012 và đã có mặt trên trang mạng xã hội YouTube. Ngoại hình của Britney Spears trong video được các nhà phê bình đánh giá là "khác hoàn toàn so với trước."

## Thực hiện

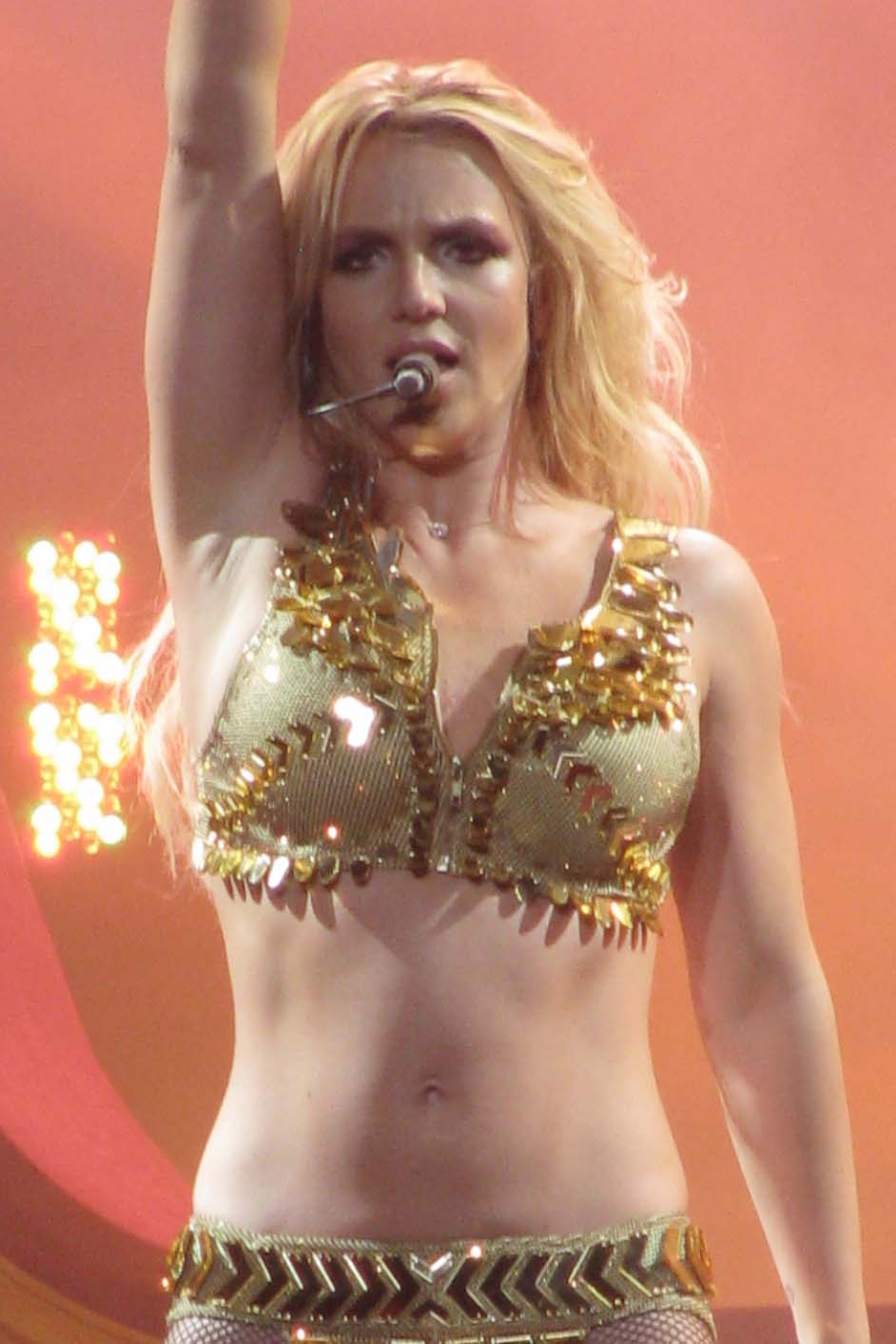
Britney Spears được chọn làm khách mời của will.i.am trong "Scream & Shout".

Sau khi Britney Spears phát hành album phòng thu thứ bảy mang tên Femme Fatale (2011) và gặt hái những thành công lớn, chủ tịch hãng RCA Records (liên minh mới Jive Records - hãng đĩa lúc đó của Britney) nói rằng Britney sẽ có một năm nghỉ ngơi để chăm sóc gia đình. Tháng 4 năm 2012, tạp chí E! Online thông báo là Simon Comwell sẽ mời Britney Spears làm giám khảo cho chương trình The X Factor của Mỹ, với lương là 15 triệu đô la Mỹ. Ngày 9 tháng 5, X Factor thông báo là Britney đã ký hợp đồng để làm giám khảo. Ngày 14 tháng 5, thông tin Britney Spears cùng Demi Lovato làm giám khảo The X Factor được chính thức xác nhận. Ngày 28 tháng 8 năm 2012, Britney thông báo là đang thu âm một bản thu mới cùng rapper will.i.am và thông báo điều ấy trên trang mạng xã hội twitter. Trước đó, will.i.am đã từng hợp tác chung vơi Britney trong ca khúc "Big Fat Bass" từ Femme Fatale. Còn ca khúc "Sexy Sexy" được dự tính là cũng sẽ nằm trong Femme Fatale thì lại bị hủy vì không rõ lý do, nên will.i.am đã đem bài hát đó vào album #willpower của mình năm 2012.
Ngày 12 tháng 10 năm 2012, Britney thông báo rằng ca khúc mà cô được will.i.am mời hợp tác sẽ có tên là "Scream & Shout". Ngày 17 tháng 11, toàn bộ bài hát bị rò rỉ trên mạng. Britney nói trên trang tài khoản Facebook của mình là mặc dù cô rất thất vọng vì "Scream & Shout" bị rò rỉ, nhưng cô cũng cho biết thêm là cũng rất háo hức. Tạp chí Billboard nhận định ngày phát hành của "Scream & Shout" trên đài radio 102.7 KIIS-FM là vào 12 giờ trưa (giờ chuẩn Thái Bình Dương) vào ngày 19 tháng 11 năm 2012. Cùng ngày đó, "Scream & Shout" cũng được ra mắt trên đài radio Capitol FM của Anh vào 8 giờ tối (giờ chuẩn quốc tế) và được phát hành dưới dạng đĩa đơn quảng bá trên toàn châu Âu. Ngày hôm sau, bài hát được phát hành dưới dạng đĩa đơn tải kỹ thuật số toàn thế giới và được gửi tới các đài phát chính ngày 27 tháng 11 năm 2012 tại Mỹ. will.i.am tiết lộ bìa đĩa của "Scream & Shout" trên trang mạng xã hội Facebook ngày 19 tháng 11.

## Sáng tác
"Scream & Shout" là một bản upbeat mang thể loại nhạc dance và electropop. Bài hát được viết trên giọng D thứ và có nhịp độ nhanh, 130 nhịp/phút. Giọng hát của hai người dao động từ nốt G3 đến nốt A5. Lời bài hát nói về việc chơi đêm ở ngoài một cách vui vẻ. Bắt đầu bài hát là câu nói "Bring the Action" và kế tiếp phần đọc rap của Britney Spears, "When you hear this in the club, you gotta turn this shit up..." và phần rap này được so sánh với Nicki Minaj. Bài hát có sử dụng câu nói nổi tiếng của Britney Spears, "It's Britney, bitch!" trong bài hát năm 2007 "Gimme More".
Nhà phê bình Marc Hogan từ tạp chí Spin nhận thấy "Scream & Shout" có điểm tương đồng với bài hát "212" của Azelia Banks (2012) và so sánh phần hát nền của bài hát với "Are We All We Are" (2012) của P!nk. Keith Caulfield từ tạp chí Billboard nhận thấy "Scream & Shout" cho ta sự khác biệt hoàn toàn so với trước của Britney Spears. Rebecca Macatee từ E! Online so sánh giọng hát của Britney Spears trong "Scream & Shout" với "Bà hoàng nhạc Pop" Madonna và có đề cập tới sự chỉnh âm của thiết bị Auto-Tune trong bài hát.

## Đánh giá chuyên môn
"Scream & Shout" chủ yếu nhận được các đánh giá tích cực từ phía phê bình. Michael Murrey từ trang mạng RyanSeacrest.com nhận xét rằng bài hát "không giống như những gì trước kia chúng ta từng nghe." Jocelyn Vena từ MTV nói bài hát là "một thứ làm nổ câu lạc bộ". Robert Copsey từ Digital Spy thì nói rằng lần đầu nghe bài hát anh có một chút là lạ, nhưng khi nghe nhiều lần thì là một bản thuộc tính robot bất ngờ. Bill Lamp từ trang mạng About.com thì nhận xét bài hát có "giai điệu và đoạn hook hấp dẫn không thể nào từ chối được." AOL thì nhận xét bài hát là "ca khúc đại diện cho sàn nhảy" và nói rằng một trong những điều hay nhất từ bài hát là câu nói "It's Britney B---" từ "Gimme More" (2007).

## Diễn biến thương mại
"Scream & Shout" có mặt trên bảng xếp hạng âm nhạc đầu tiên là vào ngày 28 tháng 11 năm 2012, khi bài hát ra mắt ở vị trí #27 trên bảng xếp hạng PROMUSICAE của Tây Ban Nha. Vào tuần thứ 14 từ khi "Scream & Shout" có mặt trên bảng xếp hạng, bài hát đã đạt vị trí số một tại đây. Ngày 19 tháng 11 năm 2012, "Scream & Shout" ra mắt trên bảng xếp hạng French Singles Chart ở vị trí #6. Tuần kế tiếp, bài hát đạt tới vị trí #2 và trụ ở đó hai tuần. Vào ngày 26 tháng 1 năm 2012, "Scream & Shout" đã đạt tới vị trí số một. Tại Liên hiệp Anh, "Scream & Shout" ra mắt trên tốp-năm bảng xếp hạng UK Singles Chart, trở thành hit tốp-năm bảng xếp hạng này liên tiếp thứ năm của will.i.am và hit tốp-năm đầu tiên của Britney Spears kể từ bài hát "Womanizer" năm 2008. Ngày 13 tháng 1 năm 2013, "Scream & Shout" đạt vị trí #1 tại đây, trở thành hit quán quân UK Singles Chart thứ hai liên tiếp của will.i.am và hit #1 đầu tiên của Britney Spears kể từ bài hát "Everytime" năm 2004. Sau hai tháng phát hành, bài hát đã tiêu thụ tổng cộng 513.000 bản sao đĩa đơn. Trên toàn châu Âu, "Scream & Shout" cũng đạt được thành công vang dội khi đạt vị trí số một tại Bỉ, Bulgary, Croatia, Đan Mạch, Phần Lan, Đức, Ireland cùng nhiều quốc gia khác. Tại Mỹ, bài hát này ban đầu chỉ xếp hạng #3 trên bảng xếp hạng Bubbling Under Hot 100 Singles do sự phát thanh yếu. Sau đó, "Scream & Shout" ra mắt ở vị trí #12 trên bảng xếp hạng chính thức Billboard Hot 100 và sau nhiều tuần lên hạng, bài hát này đạt vị trí cao nhất là thứ 3. Tại các quốc gia khác, bài hát cũng gặt hái được thành công không kém khi quán quân tại Canada, Israel, New Zealand, Venezuela cùng với vị trí tốp-mười ở tất cả các quốc gia mà "Scream & Shout" lọt vào bảng xếp hạng của quốc gia đó, chỉ trừ Nhật Bản (vị trí #43).

## Danh sách ca khúc và định dạng
| - Đĩa CD 1. "Scream & Shout" (hợp tác với Britney Spears) – 4:44 2. "Scream & Shout" (hợp tác với Britney Spears) [bản chỉnh sửa] – 4:10 - Tải nhạc trên mạng 1. "Scream & Shout" (với Britney Spears) – 4:44 | - Tải nhạc trên mạng - bản đã chỉnh sửa 1. "Scream & Shout" (với Britney Spears) [bản chỉnh sửa trên radio] – 4:12 - Tải nhạc trên mạng - bản remix 1. "Scream & Shout" (Hit-Boy Remix) (với Britney Spears, Hit Boy, Waka Flocka Flame, Lil' Wayne & Diddy) – 5:55 |

## Bảng xếp hạng và chứng nhận doanh số
| Bảng xếp hạng (2012–13)                    | Vị trí cao nhất |
| ------------------------------------------ | --------------- |
| Úc (ARIA)                                  | 2               |
| Áo (Ö3 Austria Top 40)                     | 1               |
| Bỉ (Ultratop 50 Flanders)                  | 1               |
| Bỉ (Ultratop 50 Wallonia)                  | 1               |
| Bulgaria (BAMP)                            | 1               |
| Brazil (Billboard Brasil Hot 100)          | 1               |
| Brazil Hot Pop Songs                       | 1               |
| Canada (Canadian Hot 100)                  | 1               |
| Croatia (HRT)                              | 1               |
| Cộng hòa Séc (Rádio Top 100)               | 2               |
| Đan Mạch (Tracklisten)                     | 1               |
| Phần Lan (Suomen virallinen lista)         | 1               |
| Pháp (SNEP)                                | 1               |
| Đức (GfK)                                  | 1               |
| Greece Digital Songs (Billboard)           | 4               |
| Hungary (Dance Top 40)                     | 5               |
| Hungary (Rádiós Top 40)                    | 9               |
| Ireland (IRMA)                             | 1               |
| Israel (Media Forest)                      | 1               |
| Ý (FIMI)                                   | 1               |
| Nhật Bản (Japan Hot 100)                   | 43              |
| Lebanon (The Official Lebanese Top 20)     | 1               |
| Luxembourg (Billboard)                     | 1               |
| Mexico Ingles Airplay (Billboard)          | 2               |
| Hà Lan (Dutch Top 40)                      | 1               |
| New Zealand (Recorded Music NZ)            | 1               |
| Na Uy (VG-lista)                           | 1               |
| Ba Lan (Polish Airplay Top 5)              | 5               |
| Bồ Đào Nha (Billboard)                     | 4               |
| Nga (Billboard Hot 50 Airplay)             | 3               |
| Scotland (OCC)                             | 1               |
| Slovakia (Rádio Top 100)                   | 3               |
| Nam Phi (Mediaguide)                       | 2               |
| Hàn Quốc (GAON)                            | 3               |
| Tây Ban Nha (PROMUSICAE)                   | 1               |
| Thụy Điển (Sverigetopplistan)              | 2               |
| Thụy Sĩ (Schweizer Hitparade)              | 1               |
| Anh Quốc (OCC)                             | 1               |
| Anh Quốc R&B (OCC)                         | 1               |
| Hoa Kỳ Billboard Hot 100                   | 3               |
| Hoa Kỳ Pop Airplay (Billboard)             | 3               |
| Hoa Kỳ Dance Club Songs (Billboard)        | 3               |
| Hoa Kỳ Adult Pop Songs (Billboard)         | 23              |
| Hoa Kỳ Dance/Electronic Songs (Billboard)  | 1               |
| Venezuela Pop/Rock General (Record Report) | 1               |

| Quốc gia                                                                           | Chứng nhận  | Số đơn vị/doanh số chứng nhận |
| ---------------------------------------------------------------------------------- | ----------- | ----------------------------- |
| Úc (ARIA)                                                                          | 6× Bạch kim | 420.000^                      |
| Áo (IFPI Áo)                                                                       | Bạch kim    | 30.000*                       |
| Bỉ (BEA)                                                                           | Bạch kim    | 30.000*                       |
| Đan Mạch (IFPI Đan Mạch)                                                           | 3× Bạch kim | 90.000^                       |
| Đức (BVMI)                                                                         | 2× Bạch kim | 1.000.000^                    |
| Ý (FIMI)                                                                           | 2× Bạch kim | 60.000*                       |
| New Zealand (RMNZ)                                                                 | 2× Bạch kim | 30.000*                       |
| Tây Ban Nha (PROMUSICAE)                                                           | Vàng        | 20.000*                       |
| Thụy Điển (GLF)                                                                    | 3× Bạch kim | 60.000‡                       |
| Thụy Sĩ (IFPI)                                                                     | 2× Bạch kim | 60.000^                       |
| Anh Quốc (BPI)                                                                     | Bạch kim    | 600.000*                      |
| Hoa Kỳ (RIAA)                                                                      | 3× Bạch kim | 3,206,647                     |
| * Chứng nhận dựa theo doanh số tiêu thụ. ^ Chứng nhận dựa theo doanh số nhập hàng. |             |                               |

| Bảng xếp hạng (2012)                    | Vị trí |
| --------------------------------------- | ------ |
| Úc (ARIA)                               | 47     |
| Pháp (SNEP)                             | 47     |
| Liên hiệp Anh (Official Charts Company) | 78     |